# عيدية
العيدية هي عادة إسلامية سنوية وتكون العادة عبارة عن نقود أو هدية أو حلوى وغيرها تعطى للأطفال في عيد الفطر المبارك وأيضًا في عيد الأضحى المبارك وتعود هذه العادة العربية الإسلامية إلى قرون قديمة.

## أصل العادة
ظهرت العيدية لأول مرة في مصر في العصر الفاطمي على يد الخليفة المعز لدين الله الفاطمي.

## فترة العيادي

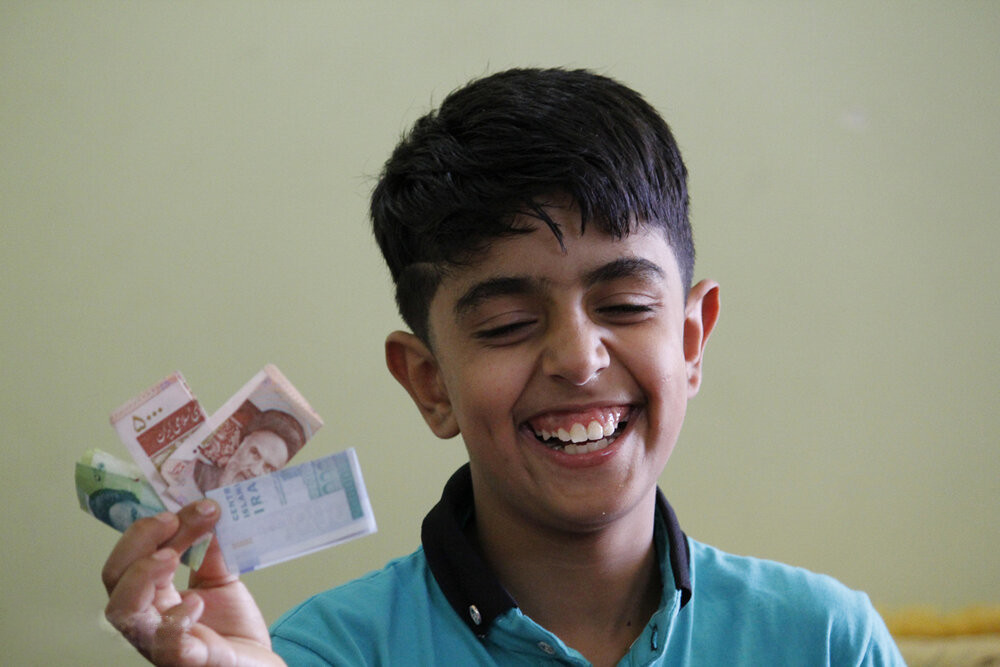
طفل خليجي من أهل بندر عباس على الساحل الشرقي للخليج العربي بعد حصوله على العيدية فطر 1440 هـ.

يبدأ عيد الفطر فجر يوم 1 شوال حيث يذهب الناس وخصوصًا الأطفال إلى صلاة العيد، وعندما تنتهي الصلاة يعودون إلى منازلهم ويعيدون على بعضهم بعضًا بقول «كل عام وأنت بخير» وإعطاء الحلوى والسكاكر والنقود لبعضهم بعضًا ويكون الأطفال سعداء أكثر من الكبار لأن الكبار يعطون الأطفال الكثير من السكاكر والمال ومن أهم الأفعال في عيد الفطر المبارك هي زيارة الأقارب حيث يحصل الأطفال على عيدية من آباء وأمهات أقاربهم، وكذا يفعل الأطفال في عيد الأضحى الذي يبدأ في العاشر من ذي الحجة.